# Magnolia cathcartii
Espèce
Statut de conservation UICN

 LC  : Préoccupation mineure
Magnolia cathcartii est une espèce de plantes à fleurs de la famille des Magnoliaceae. C'est un arbre vivant en Asie du Sud et du Sud-Est.

## Description
Cet arbre peut mesurer jusqu'à 50 m de haut. Il fleurit d'avril à mai et produit des fruits de septembre à octobre.

## Répartition et habitat
Cette espèce est présente en Inde (Assam, Meghalaya, Nagaland, Sikkim et Bengale-Occidental), en Chine (Tibet et Yunnan), au Bhoutan, en Birmanie, en Thaïlande et au Vietnam.